# غوس فيرغسون
غوس فيرغسون (بالإنجليزية: Gus Ferguson)‏ هو رسام كارتون جنوب أفريقي، ولد في 1940 في اسكتلندا في المملكة المتحدة.